# 阿扎姆·汗 (歌手)
阿扎姆·汗（1950年2月28日 - 2011年6月5日）是孟加拉国创作歌手、唱片制作人。 他在达卡出生並长大，从小就对音乐感兴趣，并于1967年开始他的音乐生涯。他参加了1969年東巴基斯坦起义。他之後又參加1971年孟加拉国解放战争。  1971年12月中旬，他復員并重新开始了他的音乐生涯。他與其他人一起创立了先锋摇滚乐队 Uchcharon。 他罹患口腔癌後，癌细胞扩散至肺部。2011年6月5日，阿扎姆·汗去世。 